# Charitopus bicolor
Charitopus bicolor är en stekelart som först beskrevs av Girault 1915.  Charitopus bicolor ingår i släktet Charitopus och familjen sköldlussteklar. Inga underarter finns listade i Catalogue of Life.